# Atelier de charron et de forgeron à Bačka Topola
L'atelier de charron et de forgeron à Bačka Topola (en serbe cyrillique : Коларско-ковачка радионица у Бачкој Тополи ; en serbe latin : Kolarsko-kovačka radionica u Bačkoj Topoli) est situé à Bačka Topola, dans la province de Voïvodine et dans le district de Bačka septentrionale, en Serbie. Il est inscrit sur la liste des monuments culturels protégés de la république de Serbie (identifiant no SK 1818).

## Présentation
L'atelier, conforme aux normes portant sur les installations industrielles, a été fondé par les frères Egri et a été construit dans le dernier quart du XIXe siècle ; le bâtiment est caractéristique du style éclectique. Il est resté en activité jusque dans les années 1960 et abrite aujourd'hui un musée conservant des outils et des réalisations de l'ancien atelier.
Le bâtiment, qui s'inscrit dans un plan rectangulaire, est construit en briques.